# Сухонос
Сухонос (лат. Anser cygnoides) — водоплавающая птица семейства утиных.

## Общая характеристика
Сухонос — крупный гусь размером с домашнего гуся, хорошо отличающийся от сходных видов гусей Северной Евразии (гуменника, серого гуся) окраской шеи, головы и клюва. Клюв сухоноса заметно длиннее клювов всех остальных гусей. Верх головы и задняя часть шеи тёмно-бурые, спина и бока бурые с коричневатыми поперечными полосками, которые крупнее на крыльях и спине и мельче на боках. Щёки и передняя часть шеи светлые, почти белые.
Ноги красноватые, клюв чёрный с белой каймой у основания. Масса тела от 2,8 до 4,5 кг.

## Распространение
Сухонос обитает в южных частях Восточной Сибири, в северном Китае и Монголии. В России его гнездовья встречаются в Среднем и Нижнем Приамурье, а также в Забайкалье и на севере Сахалина, в Еврейской автономной области. Зимует на востоке Китая, отдельных особей время от времени наблюдают в Корее и Японии. Общая популяция сухоносов неуклонно сокращается, составляя на сегодняшний день около 10 000 особей.

## Образ жизни
Сухонос встречается в горах и степях. В горах гнездится в долинах озёр и поймах рек с галечниковыми берегами, в долинах заселяет пресные и солоноватые водоёмы с берегами, заросшими осокой, тростником и рогозом. Также селится на лугах недалеко от рек и озёр. В период миграций встречается в степях далеко от воды. На места гнездований прилетает ранней весной, когда с водоёмов ещё не сошёл лёд.

### Питание

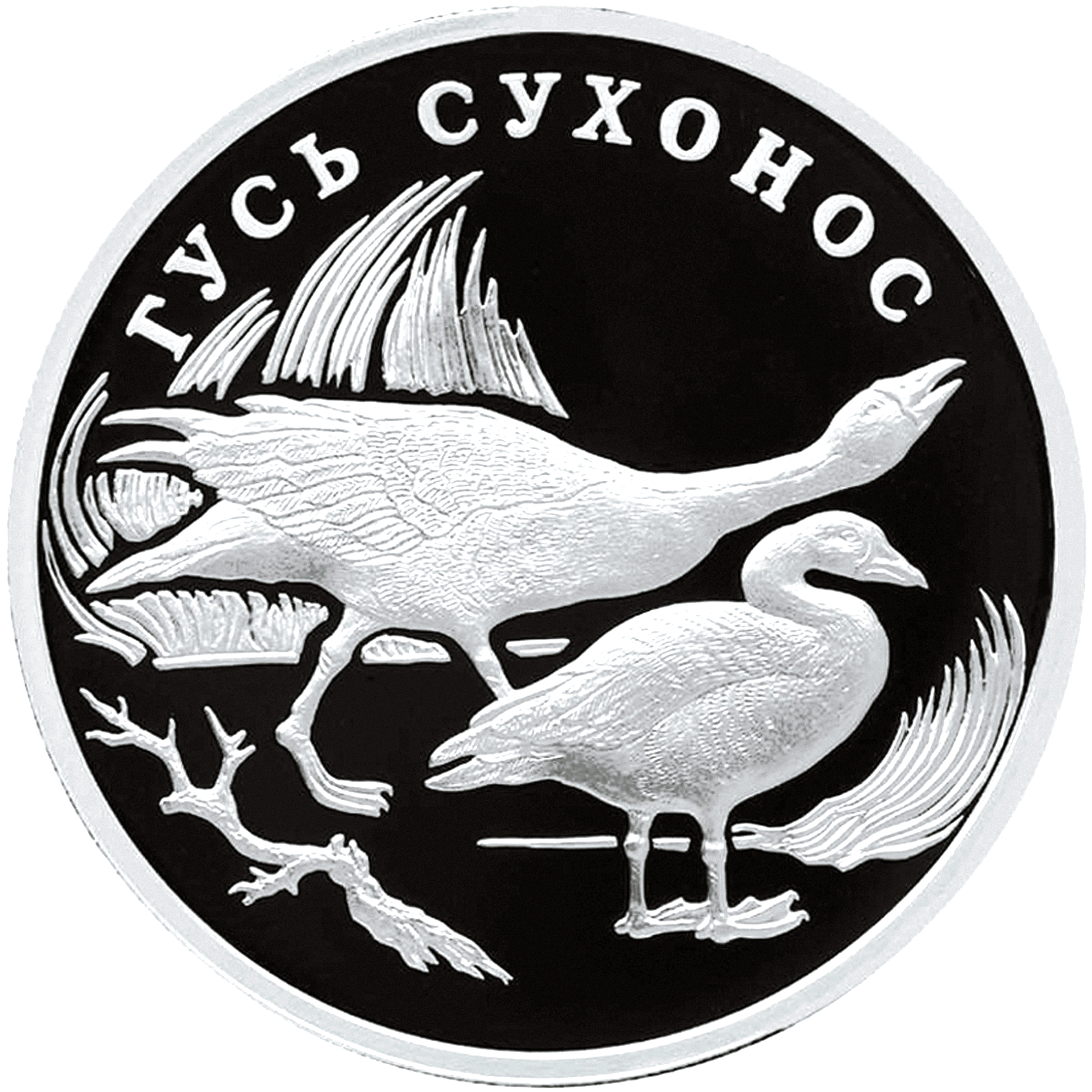
Гусь сухонос. Монета Банка России — Серия: «Красная книга», серебро, 1 рубль, 2006 год

Главная пища сухоносов — осока. Также питается хвоей лиственниц и ягодами.

### Размножение
В кладке 5—8 яиц. Вылупившиеся выводки птенцов объединяются друг с другом и ходят на берегах водоёмов с высокой травой, в основном осокой, сопровождаемые несколькими взрослыми птицами. в случае опасности птенцы сухоносов, если они на суше, затаиваются в траве. Если на воде — могут глубоко нырнуть.

## Сухонос и человек

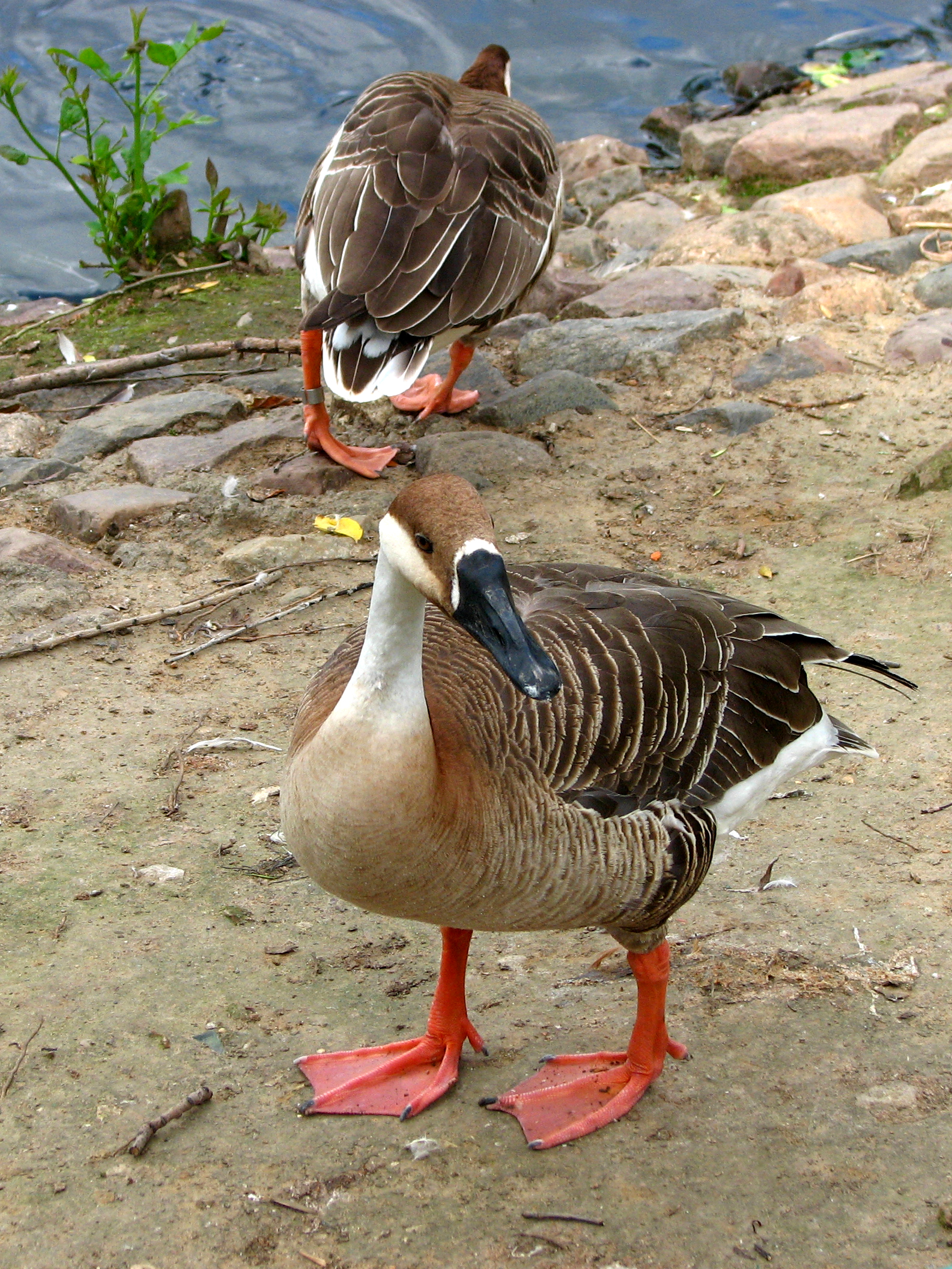
Сухонос в Московском зоопарке

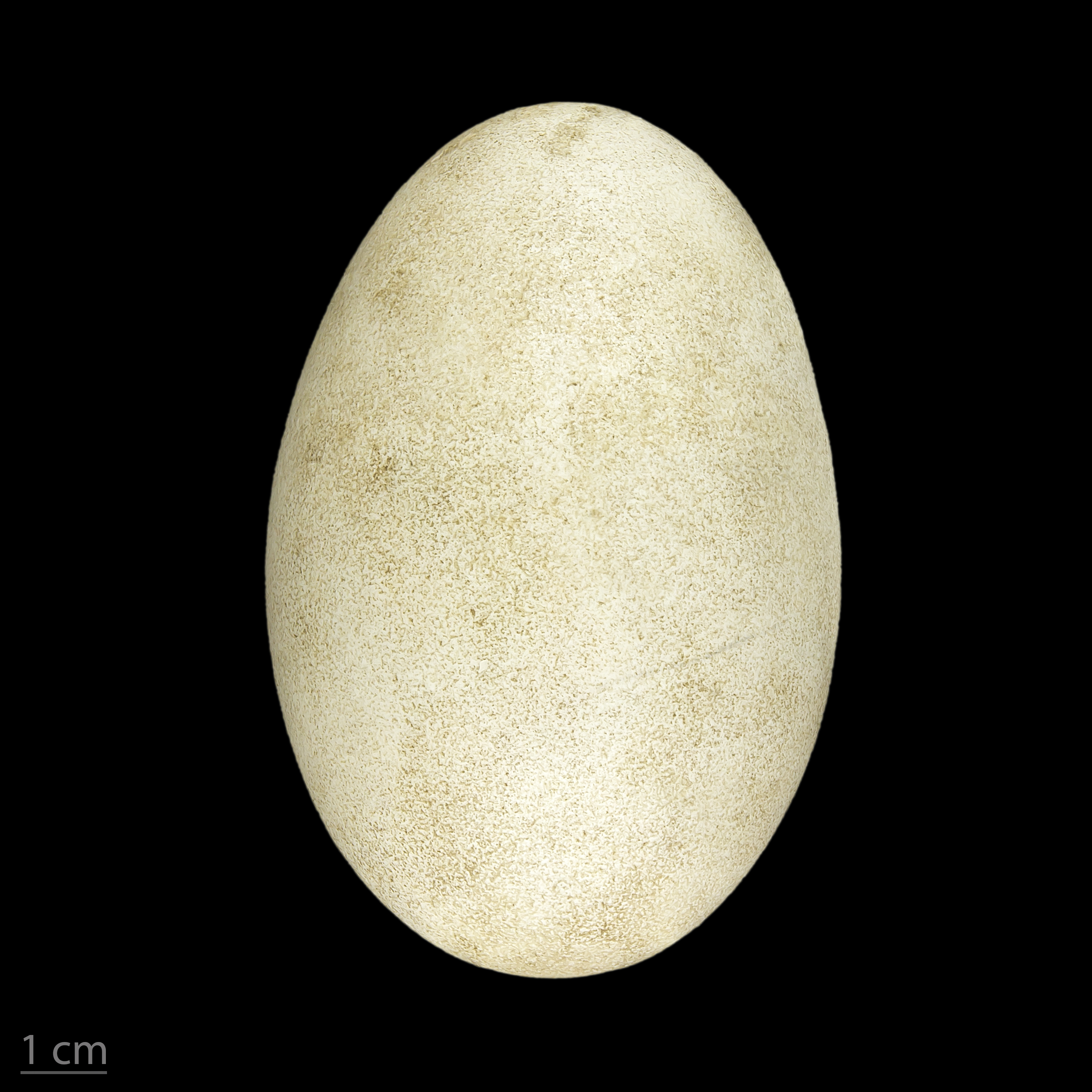
Яйцо Anser cygnoides — Тулузский музеум

Сухонос очень легко приручается и привыкает к неволе. Этот гусь был одомашнен в Китае более 3000 лет назад и начал успешно разводиться в неволе в основном из-за вкусного мяса. Так был выведен китайский домашний гусь, отличающийся от своего прародителя более крупными размерами, а также массивной шишкой в основании клюва. До сих пор люди, живущие в бассейне реки Амур, подкладывают под домашних гусынь яйца диких сухоносов или отлавливают маленьких птенцов и выращивают их для последующего забоя. Главным фактором, приводящим к неуклонному снижению численности вида, считается чрезвычайная доверчивость и любопытство сухоноса, а также доступность мест гнездования. Также, возможно, играет свою роль охота, которая ведётся в основном на зимовках птиц.